# Broderi

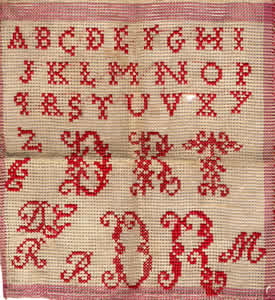
Broderad märkduk, från slutet av 1800-talet.

Paljettbroderi

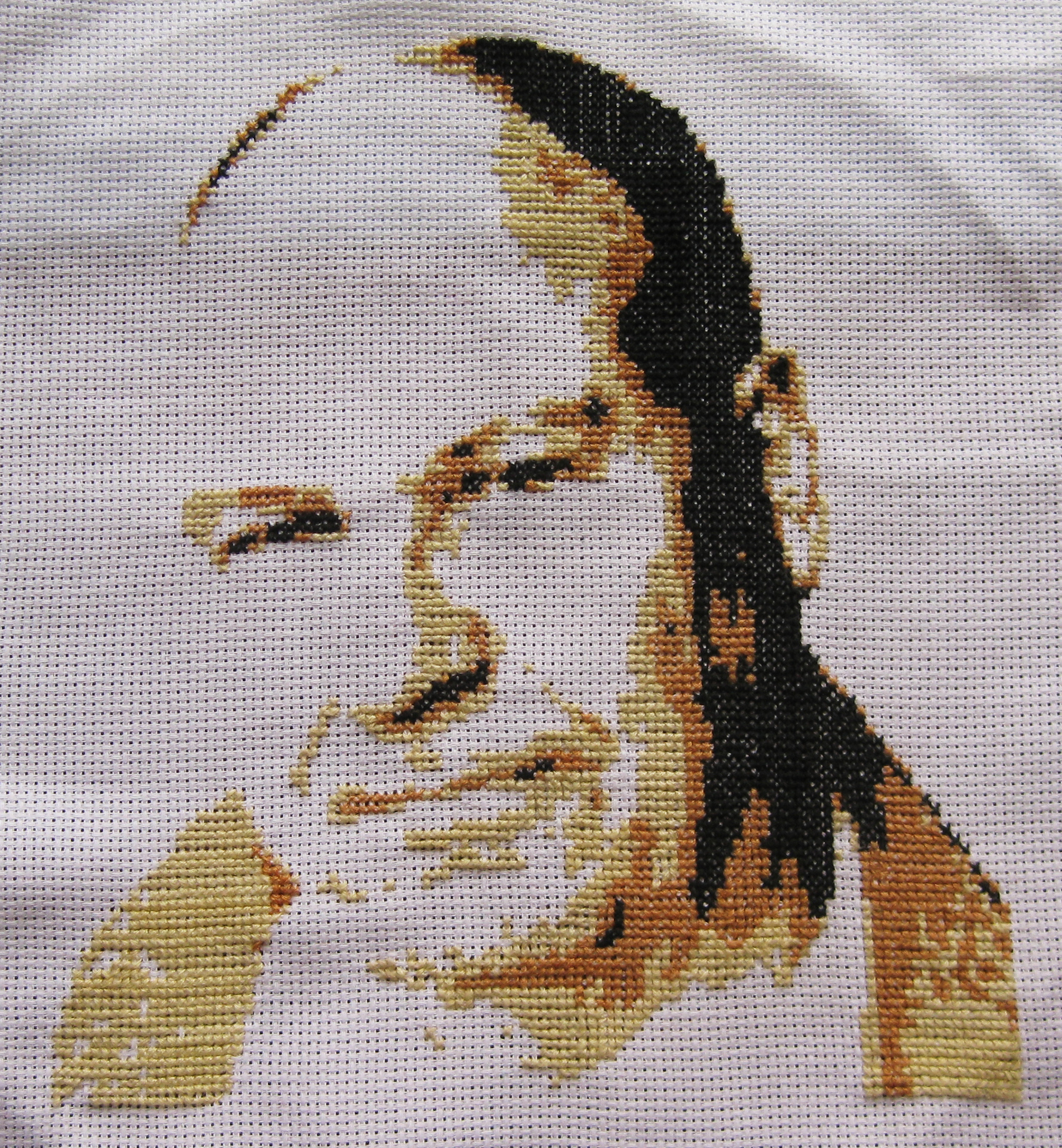
Broderat porträtt i korsstygn.

Broderi (franska broderie troligen ursprungligen ett germanskt ord) är ett hantverk, en textil teknik, där man med tråd eller garn syr på tyg eller annat mjukt (eller hårt med förborrade hål) material med hjälp av en nål. Andra dekorativa föremål som pärlor, läder, filt eller plastmaterial som paljetter kan användas. Syftet med broderi är rent dekorativt; man vill göra tyget vackrare.
Ett undantag från att man måste sy på ett material är sydda spetsar, där själva tråden utgör grunden.
Den här artikeln handlar i första hand om hantverket broderi. Maskinbroderi utgör idag dock en självklar del av den kommersiella textilindustrin och till exempel företags logotyper återfinns på många plagg i form av broderier.
Broderi är ett tidskrävande hantverk som kräver mycket tålamod. Traditionellt har broderi i första hand syftat till att dekorera vardagliga föremål som möbler och kläder även om broderi också förekommit som fri konst i form av broderade tapeter (jämför vävda tapeter) och textil konst i många skiftande former. Bundet broderi, t.ex. korsstygnsbroderi, broderas i ett rutmönster, man är bunden till rutorna. Andra stygn kallas fritt broderi och det finns flera hundra olika typer av stygn. I båda sorter kan man arbeta med eller utan så kallad ”förlaga”. Färdiga broderimönster finns att köpa, det går också bra att rita sina egna. Till korsstygnsbroderi ritas på rutigt papper, till fritt på vanligt vitt.  

## Tekniker

Dopmössa broderad med hopdragsöm

Broderbåge, ca 1918

Det finns fyra huvudtekniker för broderi:
- Stygn
  - raka
  - korsade
  - öglade
  - knutna
- Läggsöm
- Vitbroderi
  - hopdragssöm
  - utdragssöm
  - håltagningssöm
- Sydda spetsar

Som ”stygn” räknas sömmar där själva bottentyget endast gör underlag för själva broderiet. De kan även delas upp i yttäckande broderi och linjära tekniker som är tänkta att skapa konturer, även om de senare även genom upprepning i rader kan verka ytfyllande. Bland linjära sömmar är stjälksömmen viktagaste. Förstygn används sällan som dekorativ söm. Vanliga är däremot olika sorters kedjestygn, däribland tambursöm, som sys med särskild nål i båge. De ytfyllande teknikerna kan uppdelas i två typer; dels sådana där stygnen går efter vävens trådar som korsstygn, tvistsöm, petits Points, gobelängsöm, Points d'Hongrie med flera. Även trädd tyll kan räknas hit även om den inte är rätlinjig mot underlaget. Bland sådan som är oberoende av bottenstoffet men ofta följer ett därpå uppritat mönster märks plattsöm och den närbesläktade klumpsömmen, vidare delsbosöm, schattersöm, flätsöm och vissa bottensömmar.
Ett mellanting mellan linjära och ytfyllande sömnader är vissa broderie med rent dekorativa stygn som kråkspark, knutsöm med flera. Langettstygn används främst till kantning, knappnålsstygn ingår bland annat i spetssömnad.
Till vitbroderi kan räknas sömmar där själva tyget i sig utgör del i broderiet. Hit hit kan olika typer av broderi på räknade trådar, såsom alla slags hålsöm, utskuren söm, hopdragssöm (inklusive näversöm), hardangersömm, filetträdning och annan genombruten som rom richelieubroderi, engelskt broderi, med flera. Dessa sömmar behöver dock inte vara vitbroderi.
Speciella former utgör applikationsbroderi och iläggsöm eller mosaiksöm. Det förekommer även en mängd mellanformer mellan de olika typerna av broderier.

## Historia
Broderiets historia har troligen mycket gamla anor, men bevarade textilier är dock sällsynta. Redan 4.000 f. Kr. var dock broderiet högt utvecklat i Orienten. I Norden har man påträffat broderade bårder och kantavslutningar på plagg i Bronsåldersgravar.. Från Kina finns mycket gamla fynd av broderade dräkter, andra kända fynd är applikationsbroderier från Pazyrykkulturen.
Från Krim härstammar några textilfragment härrörande från den antika grekiska kulturkretsen, dekorerade med broderade palmettfriser. Andra kända broderier hör de som uppstod i Egypten under 900-talet influerade av arabisk konst, med enkla strömönster och små ändmotiv vid bårder. Ungefär samtidig uppblomstrande en broderikonst i Bysantinska riket, som kom att få stort inflytande över broderikonsten i Europa. Bland de större praktverken från denna tid hör den ungerska kröningsmanteln daterad 1031, med stark bysantinsk prägel, och den i Wien förvarade kröningsmanteln från 1133, som tillhört den i många delar bestående normandisk-staufiska kröningsornaten. Manteln är tillverkad vid en saracenisk verkstad i Palermo på Sicilien. Sicilien, med sina kulturinfluenser från italienska, bysantinska, arabiska och normandiska kulturinfluenser var under 1100-talet ett centrum för broderikonsten. Italien blev ledande inom den romanska broderikonsten, konservatismen och inflytandet från Bysans var som starkast i Rom. Bland praktföremålen från en broderiverkstad i Rom under 1200-talet märks kejsardalmatikan i Vatikanen.
Från 1100-talet och framåt utvecklade sig i Italien, Frankrike, England och Tyskland en mängd broderiskolor med olika kännetecken. De flesta verkade för kyrkliga ändamål. Det bysantiska inflytande vek efterhand för ett av gotiken influerat broderi. Senmedeltiden kom att bli en guldålder för broderikonsten. Silkes- och guldtråd kombinerades ofta med pärlor och ädelstenar. Under senmedeltiden hade de flandriska broderiverkstäderna högt anseende för sina figurbroderier.
Under 1500-talet minskade broderiets popularitet, men levde särskilt kvar i Italien, där ofta figurala motiv, inspirerade av måleriet blev populära. De broderade tapeterna ersattes dock snart helt av vävda tapeter. Broderiet kom i stället att fokuseras som stiliserad ornamentik i renässansens stil. Vid denna tid började mönsterböcker tryckas vilket bidrog till mönstrens spridning.

## Sömmar
Många av de stygn som förekommer inom broderitekniken är så specifika att de namngivits som enskilda sömnadssätt. Samtidigt som vissa broderier mer är metoder att åstadkomma dekorationerna. Många av sömmarna är också indelade efter stil eller material som sömmarna utförs på.

### Anundsjösöm
Anundsjösöm, mönster och broderiteknik med stiliserade blommor och blad som skapades av Brita-Kajsa Karlsdotter. Anundsjösöm har lanserats som landskapsbroderi av Ångermanlands Hemslöjdsförening. Broderiet är mycket fritt och mönstret framträder med en naturlig livfullhet och klarhet. Broderas oftast i rött på vit bomull.
Stygnet sömmas med dubbel tråd, och bygger på att nålen vänder tillbaka med små stygn på baksidan och upp mellan trådarna på framsidan.

### Applikationsbroderi
Se Applikationsbroderi

### Bandsöm
Bandsöm är slingrande kedjestygn vilka ursprungligen användes i engelska broderier på 1600- och 1700-talen. I bandsömmen ligger stor del av tråden löst ovanpå tyget och den är därför lämplig för broderi med guld- och silvertråd. Stygnen sys alltid i rader som blir som ett band, därav namnet.

### Blekingesöm
Blekingesöm är en folklig prydnadssöm, del av vad som ibland kallas landskapssöm eller bygdesöm. Den förekom ursprungligen på hängkläden i västra Blekinge ca 1780 – ca 1880. Motiven – graciösa blommor, korgar, rosetter, fåglar med mera, troligen hämtade ur rokokons formvärld eller från orientaliska förebilder – utförs på vitt linne med lingarn i gula, rosa och blå nyanser broderade i stjälksöm, ensidig plattsöm, flätsöm och olika bottensömmar. Karaktäristiskt syr man med flera färger på nålen för att uppnå skiftningar. 

Stövlar med tyllkrage broderad med bottensöm

### Bottensöm
Bottensöm är en söm som liknar ett nät. Broderitrådarna spänns till exempel lodrät över den yta som ska täckas av sömmen. Därefter sys trådar vågrät över tyget efter tuskaftsprincip. För att fästa det ”nät” som bildats kan man enkla stygn i utdrags-, utskårs-, lägg-, spets eller plattsöm vilka omges och kombineras med andra sömsätt. I folkligt broderi kunda man spara broderigarnet genom att lägga mönstertrådarna i kors över ytan.
Bottensömmen avslutas ofta med en stjälkstygnsrad runt om. Bottensöm upplevs olika beroende på täthet, färgval och garnkvalitet. Vissa typer är närbesläktade med hålsöm och hopdragssöm, andra består av över tyget regelbundet spända, varandra korsande trådar och ofta sys ned med små stygn vid korsningspunkterna.
Rikt varierade bottensömmar är vanliga i vitbroderier, bland annat örngott och täcken från slutet av 1600-talet och början av 1700-talet. Motiven, ofta blommor samt djur- och människofigurer har mjuka och fria former. Bottensöm blev åter populärt på 1800-talet och förekommer i flera allmogesömar, särskilt i Blekinge.

### Delsbosöm
Delsbosöm är ett broderi som uppstod i Delsbo vid mitten av 1800-talet i kretsen kring systrarna Rudolphi, speciellt Brita Carlsdotter Rudolphi, och senare fick vidare spridning genom hemslöjdsrörelsen. Delsbosöm är en oliksidig plattsöm med rött garn på vit botten med stiliserade blommotiv.

Servett, 1600-tal. Dekorerad med broderi i flätsöm

### Flätsöm eller Flanellsöm
Flätsöm består av två stygn som växelvis görs i den ena och den andra sömkanten. Sömmen sys i riktning från den syende, men nålens ned- och uppstick i riktat mot denne, varpå trådarna korsas. En variant är skuggsöm, som innebär att sömmen sys tätt från tygets avigsida.

### Hallandssöm
Hallandssöm är en bygdesöm, var typiska form främst syddes i norra Halland i början och mitten av 1800-talet. Den har i allmogekonsten främst broderats på Drättadukar av linne. Flera sömsätt, främst flätsöm har använts. Mönstergarnet har oftast varit enbart rött eller blått. Variationer finns bland annat från södra Halland och Västergötland.

Skjorta dekorerad med hålsömbroderi

### Hålsöm
Hålsöm, är en utdragssöm som kännetecknas av att den som regel görs med hjälp av utdragna trådar ur tyget, eller urklippta partier ur tyget. Sömnaden sker i kvarvarande trådar genom särskilda stygn som bildar mönster.
Till hålsöm räknas man dock normal inte hardangersöm eller hedebosöm utan främst de sömnadsarter som sys med stoppstygn fram och åter över grupper av trådar – så kallad trädd hålsöm – eller språngad hålsöm, där bottentrådarna länkvis kringsys med kaststygn och på regelbundna avstånd tränsas fast vid intilliggande, redan kringsydda trådlänk.
Hålsöm förekommer även som maskinsöm.
Dubbel utdragssöm innebär att tygtrådar i både varp- och inslagsriktning dragits ur, inte nödvändigtvis intill varandra, utan även där med beaktande av vilket slags mönster man avser åstadkomma.
Håligheterna sömmas eller lindas för att förstärkas i storlek. Antalet urdragna trådar och omfattning är helt avhängigt avsett mönster i broderiet. Det är inte ovanligt att sömsättet används vid fållning av handvävda tyger.
Tekniken är känd sedan antiken på linnekläder.

### Iläggssöm
Iläggssöm eller intarsiasöm innebär att djurmotiv, oftast av ikonografisk eller heraldisk karaktär klipps ut parvis ur stycken med valkad ylle i kontrasterande färger. Djuren infogas sedan parvis mot det kontrasterande stycket. Sömmarna överkastas och kontureras med smala skinnremsor eller snoddar. På grund av att man under medeltiden ofta använde förgylda skinnremsor kallas sömmen även guldskinnsbroderi.

### Järvsösöm
Järvsösöm är en bygdesöm utformad under 1800-talet vid sidan av delsbosöm av kvinnor från Järvsö och Delsbo socknar i Hälsingland. Järvsösömmen liknar delsbosömmen, men utmärks genom ett spretigt bladmotiv kallat tofssöm.

### Klyvsöm
Är en prydnadssöm som sys med stygn liknande själkstygn ställda från den som syr. Vid nålens uppstick placeras dock nålen i den överliggande tråden så att den klyvs. Klyvsöm förekommer inom medeltida broderi och i förenklad form inom folkkonsten.

### Knutsöm
Knutsöm är en prydnadssöm där tråden viras runt nålen några varv i stygnen, varefter den förs ned i tyget och fäster den knutliknande hopträngda trådspiralen. ”Knutarna” kan varieras i längd och sättas samman i större motiv.

### Kråkspark
Kråkspark är en sorts öppen kedjesöm, bestående av stygn med tråden lagd i en båge framför nålspetsen som i kedjesöm, men med nålen ömsom förd från vänster ömsom från höger om mittlinjen, så att en taggig trådkedja uppstår.

### Kedjesöm
Kedjesöm är en vanlig broderisöm som påminner om en kedja. Man syr i riktning åt sig, så att stygnen bildar öglor och sticker nålen in i öglans överkant och ut igen vid dess underkant. Kedjesöm är vanlig i allmogetextilier och medeltidsbroderier.

Skjorta med broderier i klumpsöm, från 1897

### Klumpsöm
Klumpsöm är en prydnadssöm som sys med parallella täta stygn från kant till kant på det mönsterparti som skall täckas. För att få relief fylls mönstret med förstygn, som översys.

### Kontursöm
Kontursöm är en söm som följer mönstrets konturlinje och består ofta av en variant av stjälksöm, där stygnets läggs till vänster (yttersida) av sömmen, istället för stjälksömmens högerstygn (innersida).
Kontursömmen kan också tolkas som en söm med dubbla förstygn, som i rutsöm.

### Korsstygn

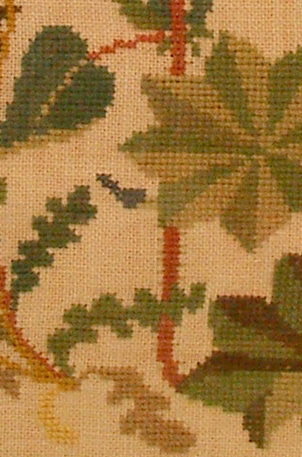
Detalj av korsstygn

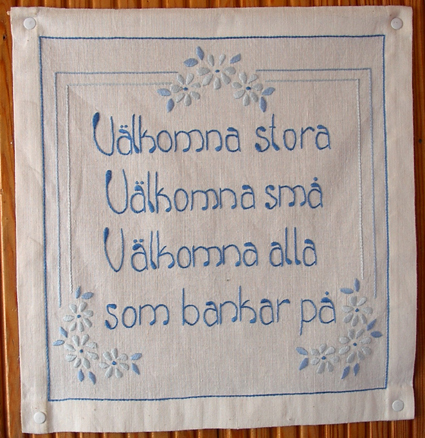
Väggbonad i plattsöm och stjälksöm

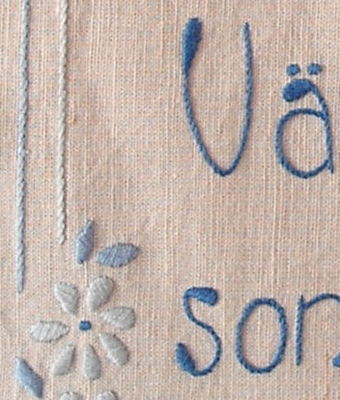
Detalj av stjälksöm och plattsöm

Korsstygn (även kallat korssöm) tillhör de vanligare stygnen i broderikonsten. Korsstygn broderas på stramalj eller aidaväv, av linnetyg eller bomullsväv, där antalet trådar i tyget är relativt lätt att överblicka och räkna. En skicklig brodör ombesörjer att baksidan är minst lika konstfärdig som framsidan, oavsett om broderiet ramas in eller inte.

### Langettsöm
Langettsöm är en prydnads- och kantsöm av vanligen täta, alltid parallella stygn, som nedtill griper in i varandra och där bildar en fast kant. Langettsöm sys ofta i uddar, därav namnet, från franskans languette - liten tunga.

### Lasursöm
Är en läggsöm, där en yta beläggs med trådar av metall, vilka sedan nedsys med fint silke i olika färgschatteringar, så att verkan blir något liknande målning. Lasursöm var mycket populär under renässansen.

### Läggsöm
En gammal, särskilt på kyrkliga, orientaliska och allmogetextilier ofta förekommande prydnadssöm. Läggsöm sys så, att mösterpartiet övertäcks med blott vid konturen nedträdda, annars löst, tätt lagda parallella trådar i någon färg eller metall. Trådarna fästs sedan i bottentyget genom att på regelbundna ställen sys ned med små hårt åtdragna stygn, som ofta bildar ett regelbundet möster av rutor eller liknande, eller genom att överspännas med någon bottensöm. Relief kan uppnås genom att under läggsömmen lägga ett lager grövre garn eller annan stoppning. En typ av läggsöm är Lasursöm.

### Mosaiksöm
Mosaiksöm en under svensk medeltid och renässans brukad prydnadssöm, möjligen med orientaliskt ursprung. Olikfärgade tygbitar fogas till varandra. Till skillnad från vanlig skarvsöm infogas remsor av tyg mellan tygbitarna.

### Nätspets
Nätspets är en spets som vanligen med trädstygn broderas på knuten botten. Nätspets förekommer oftast parvis på svenska allmogetextilier.

### Näversöm
Näversöm är en hop- och utdragssöm, oftast broderad på linnetyg och vanlig i Västernorrland. Namnet kommer av ett de stycken som skulle broderas ursprungligen spändes upp på en stomme av näver.

### Petit point

Petit point, 1940-tal.

Petit point eller petits points (från franskan, ”små stygn”) är en sömnadsteknik som utförs på räknade trådar, ofta på tät linnebotten och liknar ett halvt korsstygn. Petit point används främst i gammaldags naturalistiska mönster med täta färgskiften och rika schatteringar.

### Picotsöm

Röd sammet med broderad blomma av guldtråd i plattsöm, 1623-1625. Turkiskt kulturområde.

En söm med picotstygn.

### Plattsöm
Plattsöm är en prydnadssöm med trådar som flotterar inom motiven, vanligen lika på rät- och avigsidan. Den förekommer dels rätlinjig med raka konturer, dels som fritt broderi med böjda konturlinjer, då vanligen med uppritat mönster som underlag. Plattsöm är en gammal teknik som har stor geografisk och textilhistorisk utbredning, den förekommer bland annat i svenska allmogetextilier. I den oliksidiga plattsömmen ligger trådarna mest på rätsidan, såsom i Delsbosöm.

### Skarvsöm
Är en sammanfattande benämning på lapptekniksömmar, såsom mosaiksöm, intarsiasöm och vanlig lapptäckessömnad.

### Stjälksöm
Stjälksöm är en linjär söm bestående av stjälkstygn, där ett nerstick av nålen följs av ett uppstick närmare den syende. Det är en allmänt förekommande söm, lämpad för svängda linjer, såsom broderade stjälkar på blommor.

### Vadmalsbroderi
Vadmalsbroderi är en form av skarvsöm som innebär att olikfärgade bitar av vadmal kombineras till ett mönster och sys fast, ibland kombinerat med andra dekorationssömmar.

### Tambursöm
Tambursöm är broderi med luftmaskor som liknar kedjesöm, men utförda med en fin virknål som sticks genom ett tyg fastsatt i en sybåge (likt ett trumskinn).

Tambursöm

### Vävsöm
Vävsöm är en broderisöm som efterliknar vävningens upphämta då mönstertrådarna träs med nål i tygets inslagsriktning enbart.

Viggsöm

### Andra sömmar
- Halv hålsöm
- Schattersöm
- Tvist
- Utdragssöm
- Viggsöm
- Vingåkerssöm
- Västgötasöm

## Metoder
Till skillnad från sömnadsätten ovan förekommer också olika mer sammansatta metoder att åstadkomma broderier.
- Applikationsbroderi
- Bandbroderi
- Bastbroderi
- Filé
- Vadmalsbroderi

## Brodörer med flera
- Vanja Brunzell, klädskapare med snörbroderi som signum
- Brita-Kajsa Karlsdotter, brodör från Anundsjö
- Annemieke Mein, samtida textilkonstnär och brodör
- Christoffer Sergell (1693–1773), hovbrodör
- Clara Waever, mönsterskapare i Danmark
- Kung Gustaf V, hobbybrodör, bland annat av kyrkotextilier och prydnadskuddar.